# Palon
Palon is een bestuurslaag in het regentschap Blora van de provincie Midden-Java, Indonesië. Palon telt 2812 inwoners (volkstelling 2010).